# Лехмалахті
Лехмалахті (фін. Lehmälahti) — затока, розташована за 105 км від Санкт-Петербурга на території Росії. Оточена повоєнними фінськими хуторами, військовими укріпленнями часів радянсько-фінської війни 1939.

## Географія
Затока Лехмалахті розташована між корінним берегом та островом Кільпола.